# Брахерт, Герман
Герман Брахерт (нем. Hermann Brachert, 11 декабря 1890, Штутгарт — 2 июня 1972, Шлайтдорф) — немецкий скульптор. Также занимался чеканкой, гравировкой по золоту, ювелирным делом.

## Биография
Герман Брахерт родился 11 декабря 1890 года в Штутгарте. Окончил реальную школу, потом брал частные уроки, учился в художественном училище в Вайсенхофе и изучал архитектуру в Штутгарте.
В 1919 году получил приглашение из Школы искусств и ремёсел в Кёнигсберге. Переехав в Кёнигсберг, стал профессором Школы искусств и ремёсел, вёл классы скульптуры, основ интерьера и ювелирного дела. Брахерт проработал в Художественной школе до 1926 года, после чего полностью посвятил себя творческой работе скульптора. Созданные им монументальные скульптуры и рельефы украшали многие здания Кёнигсберга и других городов Восточной Пруссии. В течение десяти лет Брахерт был художественным консультантом Государственной янтарной мануфактуры в Кёнигсберге.
В 1933 году Брахерт, не разделявший взглядов нацистов, получил запрет на профессиональную и преподавательскую деятельность. 
Скульптуры Брахерта по приказу нацистов разбивали и ликвидировали как «дегенеративное искусство». Брахерт покинул Кёнигсберг и стал постоянно жить в своём летнем доме в Георгенсвальде (ныне Отрадное) на берегу Балтийского моря, ведя жизнь свободного художника. В 1936—1944 годах скульптор работал художественным советником Прусской янтарной мануфактуры.
В 1944 году Брахерт эвакуировался из Восточной Пруссии в Штутгарт. С 1945 года работал в Государственной Академии изобразительных искусств в Штутгарте, с 1947 по 1951 год был её ректором, с 1951 по 1953 год — заместителем ректора, в 1955 году ушёл на пенсию. Живя в Штутгарте Брахерт продолжал заниматься скульптурой. В 1970 году Брахерт создал свою последнюю работу — «Воспоминание о Восточной Пруссии».
Герман Брахерт умер 2 июня 1972 года.

## Награды
- В 1960 году Брахерту было присвоено звание почётного члена Государственной Академии изобразительных искусств в Штутгарте
- В 1961 году Брахерт был награждён Федеральным крестом первой степени

## Творчество
Для украшения зданий Кёнигсберга и других городов Восточной Пруссии Брахерт создал более двадцати работ — скульптур, рельефов, барельефов. Его работы украшали здание Кёнигсбергского университета, Дома техники, главной почты Кёнигсберга, Главного железнодорожного вокзала (ныне Южный вокзал), аэровокзал аэропорта Девау.
Большинство этих работ были уничтожены во время боевых действий, а также по идеологическим причинам после войны. Сейчас на первоначальных местах можно увидеть следующие работы: скульптура инженера на Доме техники (ныне торговый центр «Эпицентр», Калининград, ул. Профессора Баранова), декоративное оформление двери здания Финансового управления Кёнигсберга (ныне здание администрации Калининградской области, Калининград, ул. Дмитрия Донского 1), четыре рельефа на фасаде Гранд-отеля (Сопота, ныне — Польша).
Рельефы «Ткачи», прежде находившиеся на здании катушечной фабрики Кёнигсберга, для обеспечения сохранности в 2001 году были перевезены в дом-музей Брахерта в Отрадном.
В Светлогорске на морском променаде можно увидеть скульптуру «Нимфа».

### Несущая воду
Мраморная скульптура «Несущая воду», также известная как «Девушка с кувшином» является самой известной работой Брахерта. Простоявшая долгое время в парке Светлогорска, она фактически стала символом города. Однако постепенно скульптура стала разрушаться (появились трещины), к тому же она стала жертвой вандализма. В 2001 году на состояние скульптуры обратил внимание заместитель директора Государственного Эрмитажа по выставочной деятельности и развитию Владимир Юрьевич Матвеев. Он написал письмо тогдашнему губернатору Калининградской области Егорову, в котором просил принять срочные меры для спасения скульптуры. 15 октября 2002 года скульптура была демонтирована и перевезена для реставрации в дом-музей Брахерта в Отрадном.
Скульптура осталась в музее, так как состояние мрамора не позволяет размещать её под открытым небом. В 2005 году в парке Светлогорска на старом месте была установлена точная копия «Несущей воду».

## Дом-музей
В 1990 году калининградский писатель и краевед Юрий Иванов и художник Николай Фролов идентифицировали в Отрадном дом Брахерта. Это стало возможно благодаря фотографии, которую прислал сын скульптора Томас Брахерт. В декабре 1990 года на доме укрепили памятную доску работы скульптора Роберта Дербенцева.
Через некоторое время стало известно, что руководство санатория «Отрадное» планирует снести расселённый к тому времени дом (в советское время в нём размещалась коммунальная квартира) и построить на его месте грязелечебницу. Местной жительнице Надежде Кузьминой удалось собрать восемь тысяч подписей за сохранение дома. Учитывая желание жителей, руководство Светлогорска приняло решение о создании в доме мемориального музея Брахерта.
Дом-музей Брахерта открылся для посетителей 14 июля 1993 года.